# Сенека-Фоллс (Нью-Йорк)
Сенека-Фоллс (англ. Seneca Falls) — місто (англ. town) в США, в окрузі Сенека штату Нью-Йорк. Населення — 9027 осіб (2020).

## Демографія
Згідно з переписом 2010 року, у місті мешкало 9040 осіб у 3874 домогосподарствах у складі 2351 родини. Було 4281 помешкання
Расовий склад населення:
| - 94,9 % — білих - 1,6 % — азіатів - 1,3 % — чорних або афроамериканців - 0,4 % — корінних американців |

До двох чи більше рас належало 1,4 %. Частка іспаномовних становила 1,7 % від усіх жителів.
За віковим діапазоном населення розподілялося таким чином: 20,3 % — особи молодші 18 років, 63,1 % — особи у віці 18—64 років, 16,6 % — особи у віці 65 років та старші. Медіана віку мешканця становила 41,5 року. На 100 осіб жіночої статі у місті припадало 97,5 чоловіків;  на 100 жінок у віці від 18 років та старших — 95,2 чоловіків також старших 18 років.
Середній дохід на одне домашнє господарство  становив 69 559 доларів США (медіана — 50 407), а середній дохід на одну сім'ю — 89 514 долари (медіана — 73 072). Медіана доходів становила 51 331 долар для чоловіків та 37 542 долари для жінок. За межею бідності перебувало 12,5 % осіб, у тому числі 11,3 % дітей у віці до 18 років та 6,0 % осіб у віці 65 років та старших.
Цивільне працевлаштоване населення становило 4386 осіб. Основні галузі зайнятості: освіта, охорона здоров'я та соціальна допомога — 27,8 %, роздрібна торгівля — 15,8 %, виробництво — 13,2 %.